# Cascade Investment
Cascade Investment, L.L.C. é uma holding americana e empresa de investimento privado com sede em Kirkland, Washington, Estados Unidos. É controlada por Bill Gates, e gerenciada por Michael Larson.  Mais da metade da fortuna de Gates é mantida em ativos fora de sua participação em ações da Microsoft.  A Cascade é a empresa sucessora da Dominion Income Management, o antigo veículo de investimento para as participações de Gates, que foi administrada pelo criminoso condenado Andrew Evans.
Larson supostamente dirige os investimentos da Cascade por meio da Bill and Melinda Gates Investments, uma empresa que também gerencia os portfólios da Fundação Bill e Melinda Gates e outras entidades conectadas. Larson acumulou ao longo dos vinte anos a partir de 1995 um retorno anual composto de 11%, e em 2014 tinha 100 funcionários trabalhando sob sua direção. Em 2021, Cascade chamou a atenção devido a alegações de ambiente de trabalho tóxico causado por Larson.
Com 269 000 acres de terras agrícolas (que tem sido historicamente anticíclicas para o mercado de ações) sendo mantidas através de uma ampla rede de empresas de fachada, a Cascade Investment é a maior proprietária de terras agrícolas nos Estados Unidos.
A Cascade gerencia a participação da Gates na Canadian National Railway desde 2013.  Esta constituiu uma das maiores participações da empresa de investimento. Em 2022, a empresa vendeu US$ 940 milhões em ações, reduzindo a participação de Gates para 1,4%.

## Investimentos notáveis
Fonte:
| Companhia                       | Ticker                      | Setor | Participação % |
| ------------------------------- | --------------------------- | --- | -------------- |
| Four Seasons Hotels and Resorts | Hospitalidade               | 71,25% |                |
| Ecolab                          | NYSE: ECL                   | Conglomerado | 25%            |
| Canadian National Railway       | NYSE: RSG                   | Transporte ferroviário | 14,2%          |
| FEMSA                           | - BMV: FEMSA - NYSE: FMX    | Bebidas e Varejo |                |
| Berkshire Hathaway              | - NYSE: BRK.A - NYSE: BRK.B | Conglomerado | 4%             |
| Strategic Hotels & Resorts      | Hospitalidade               | 9,8% |                |
| Republic Services               | NYSE: RSG                   | Gestão de resíduos | 34,1%          |
| Deere & Company                 | NYSE: DE                    | Equipamentos agrícolas, de construção, florestais, energia ao ar livre e manutenção de gramados. Fabricante de motores diesel e gás natural OEM. | 10,06%         |
| Bunzl                           | LSE: BNZL                   | Distribuição e Terceirização | 6%             |
| Carpetright                     | Varejo                      | 3% |                |
| Diageo                          | - LSE: DGE - NYSE: DEO      | Bebidas | 1,56%          |
| AutoNation                      | NYSE: AN                    | Concessionária | 14%            |
| Microsoft                       | NASDAQ: MSFT                | Conglomerado de Software e Hardware | 3,6%           |
| Beyond Meat                     | NASDAQ: BYND                | Alimento | [ 21 ]         |
| Ritz-Carlton                    | Hospitalidade               | |                |
| TerraPower                      | Energia nuclear             | |                |
| Transformco                     | Varejo e imobiliário        | Juros da dívida |                |
| Vroom                           | NASDAQ: VRM                 | Concessionária | [ 23 ]         |
| StorageMart                     | Auto-armazenamento          | [ 24 ] |                |
| Signature Aviation              | Serviços Aeronáuticos       | [ 25 ] |                |